# 库里奇
库里奇（Kurichi），是印度泰米尔纳德邦Coimbatore县的一个城镇。总人口76794（2001年）。

## 人口
该地2001年总人口76794人，其中男性39301人，女性37493人；0—6岁人口8043人，其中男4153人，女3890人；识字率78.89%，其中男性为83.31%，女性为74.26%。